# Næstved Gymnasium & HF
Næstved Gymnasium & HF (forkortes NGH) er et gymnasium i Næstved. Skolen er bygget op omkring en aula, hvori der er plads til alle eleverne. 
Gymnasiet har tre haller, tre musiklokaler (hvor det ene også er studie), otte store lokaler til biologiske fag og ikke mindst et auditorium i hver ende af skolen, som er rund.

## Historie
Næstved Gymnasium blev oprettet i 1943 og havde indtil 1953 til huse i lokaler på Jernbanegades Skole i centrum af Næstved, hvorefter skolen flyttede til den nuværende beliggenhed på Nygårdsvej.
I 1946 blev de første studenter udklækket på Næstved Gymnasium, det var 15 sproglige og 19 matematiske.
I 1988 blev skolens kantine oprettet med siddepladser til 360 personer. I 1997 blev skolen koblet på internettet.
I perioden 2003-2005 gennemgik gymnasiet en nybygning, således at skolen kunne rumme over 1.000 elever og 125 lærere.
I skoleåret 2010/2011 blev Næstved Gymnasium Danmarks næststørste almene gymnasium[kilde mangler] (efter Silkeborg Gymnasium) med over 1.200 elever.
2012/2013 Næstved gymnasium blev Danmarks største gymnasium med ca. 1.400 elever fordelt på 50 klasser.[kilde mangler]

## Elevråd
Næstved Gymnasium og HF har som mange andre gymnasier et elevråd, men modsætning til andre hybrid-gymnasier er elevrådet samlet for både HF-studerende og STX-studerende. Elevrådet er et af de største elevråd i Danmark[kilde mangler] grundet det store antal klasser, og fordi hver klasse har en repræsentant og en suppleant.